# Franz Semling
Franz Semling (* 16. Februar 1962) ist ein baden-württembergischer Polizist und Polizeipräsident von Freiburg.

## Beruflicher Werdegang
Franz Semling trat 1979 in den Polizeidienst des Landes Baden-Württemberg im mittleren Dienst ein. 1995 stieg er in den gehobenen Dienst auf, 2001 in den höheren Dienst als Referent bei der damaligen Polizeidirektion Freiburg. 2004 übernahm er die Aufgabe des Leiters des Führungs- und Einsatzstabes bei der Polizeidirektion Offenburg. 2005 wurde er Referent des Referates 32 – Kriminalitätsbekämpfung im Innenministerium Baden-Württemberg, 2008 Referent im Staatsministerium Baden-Württemberg. Ab 2013 war er Leiter des Referates 64 – Führung und Einsatz beim Regierungspräsidium Freiburg. 2014 wurde er Leiter des Führungs- und Einsatzstabes beim Polizeipräsidium Offenburg, 2016 beim Polizeipräsidium Karlsruhe stellvertretender Leiter der Dienststelle und Leiter des Führungs- und Einsatzstabes.
Zum 1. April 2019 trat er die Nachfolge von Bernhard Rotzinger als Leiter des Polizeipräsidiums Freiburg an.